# Neopantopsalis quasimodo
Espèce
Neopantopsalis quasimodo est une espèce d'opilions eupnois de la famille des Neopilionidae.

## Distribution
Cette espèce est endémique du Queensland en Australie. Elle se rencontre sur les monts Finnigan, Boolbun et Hartley.

## Description
La carapace des mâles mesure de 1,14 à 3,20 mm de long sur de 2,03 à 3,20 mm.

## Systématique et taxinomie
Cette espèce a été décrite par Taylor et Hunt en 2009.

## Étymologie
Cette espèce est nommée en référence à Quasimodo.

## Publication originale
- Taylor & Hunt, 2009 : « New genus of Megalopsalidinae (Arachnida: Opiliones: Monoscutidae) from north-eastern Australia. » Zootaxa, no 2130, p. 41–59.